# Phyllomedusa
Genre
Phyllomedusa est un genre d'amphibiens de la famille des Phyllomedusidae.

## Répartition
Les seize espèces de ce genre se rencontre en Amérique du Sud et au Panama.

## Liste des espèces
Selon Amphibian Species of the World (17 mars 2020) :
- Phyllomedusa bahiana (Lutz), 1925
- Phyllomedusa bicolor (Boddaert), 1772)
- Phyllomedusa boliviana (Boulenger), 1902
- Phyllomedusa burmeisteri (Boulenger), 1882
- Phyllomedusa camba (De la Riva), 1999
- Phyllomedusa chaparroi (Castroviejo-Fisher, Köhler, De la Riva, and Padial), 2017
- Phyllomedusa coelestis (Cope), 1874)
- Phyllomedusa distincta (Lutz), 1950
- Phyllomedusa iheringii (Boulenger), 1885
- Phyllomedusa neildi (Barrio-Amorós), 2006
- Phyllomedusa rustica (Bruschi, Lucas, Garcia & Recco-Pimentel), 2015
- Phyllomedusa sauvagii (Boulenger), 1882
- Phyllomedusa tarsius (Cope), 1868
- Phyllomedusa tetraploidea (Pombal & Haddad), 1992
- Phyllomedusa trinitatis (Mertens), 1926
- Phyllomedusa vaillantii (Boulenger), 1882
- Phyllomedusa venusta (Duellman & Trueb), 1967

## Publication originale
- Wagler, 1830 : Natürliches System der Amphibien : mit vorangehender Classification der Säugethiere und Vögel : ein Beitrag zur vergleichenden Zoologie. München, p. 1-354 (texte intégral).